# Ken Masui
Ken Masui (japanisch 倍井 謙 Masui Ken; * 4. April 2001 in der Präfektur Aichi) ist ein japanischer Fußballspieler.

## Karriere
Ken Masui erlernte das Fußballspielen in den Jugendmannschaften vom Tokai Sports FC und Nagoya Grampus sowie in der der Universitätsmannschaft der Kwansei-Gakuin-Universität. Am 17. Februar 2023 wechselte er von der Universität auf Leihbasis zum Erstligisten Nagoya Grampus. Sein Erstligadebüt für den Verein aus Nagoya gab Ken Masui am 23. September 2023 (28. Spieltag) im Heimspiel gegen Hokkaido Consadole Sapporo. Bei dem 0:0-Unentschieden wurde er in der 69. Minute für Naoki Maeda eingewechselt. Nach seiner Ausleihe wurde er im Februar 2024 fest von Nagoya unter Vertrag genommen. 2024 bestritt er 25 Ligaspiele. Im Februar 2025 wechselte er auf Leihbasis nach Iwata zum Erstligaabsteiger Júbilo Iwata.